# Hugo Schreiner
Hugo Schreiner es un deportista estadounidense que compitió en vela en la clase Star.
Ganó dos medallas de oro en el Campeonato Mundial de Star, en los años 1986 y 1992, y una medalla de oro en el Campeonato Europeo de Star de 1987.

## Palmarés internacional
| \| Campeonato Mundial \| Campeonato Mundial \| Campeonato Mundial \| Campeonato Mundial \| \| Año \| Lugar \| Medalla \| Clase \| \| ----------------------- \| ------------------------------ \| ------------------ \| ------------------ \| \| 1986 \| Capri (Italia) \| Medalla de oro \| Star \| \| 1992 \| San Francisco (Estados Unidos) \| Medalla de oro \| Star \| \| Campeonato Europeo[n 1] \| \| \| \| \| Año \| Lugar \| Medalla \| Clase \| \| 1987 \| N. d. \| Medalla de oro \| Star \| |                                |                |       |
| Campeonato Mundial |                                |                |       |
| Año | Lugar                          | Medalla        | Clase |
| 1986 | Capri (Italia)                 | Medalla de oro | Star  |
| 1992 | San Francisco (Estados Unidos) | Medalla de oro | Star  |
| Campeonato Europeo |                                |                |       |
| Año | Lugar                          | Medalla        | Clase |
| 1987 | N. d.                          | Medalla de oro | Star  |

1. ↑  En algunas ediciones del Campeonato Europeo se permitió la participación de regatistas de otros continentes.